# Тупіков Василь Іванович
Василь Іванович Тупіков (31 грудня 1901, Курськ — 20 вересня 1941, хутір Авдіївка Полтавської області) — радянський воєначальник, генерал-майор (1940), з липня 1941 року начальник штабу Південно-Західного фронту.

## Біографія
Член КПРС з 1921 року. У Червоній Армії з 1922 року. Закінчив курси «Постріл» (1926), Військову академію імені М. В. Фрунзе (1933). З 1939 року начальник штабу Харківського військового округу, з 1940 року військовий аташе в Німеччині у Берліні, звідки повідомляв керівництву про те, що гітлерівська Німеччина готується до нападу на СРСР.
Після початку війни разом з іншими радянськими дипломатами був депортований до Туреччини. До СРСР повернувся через місяць після початку війни.

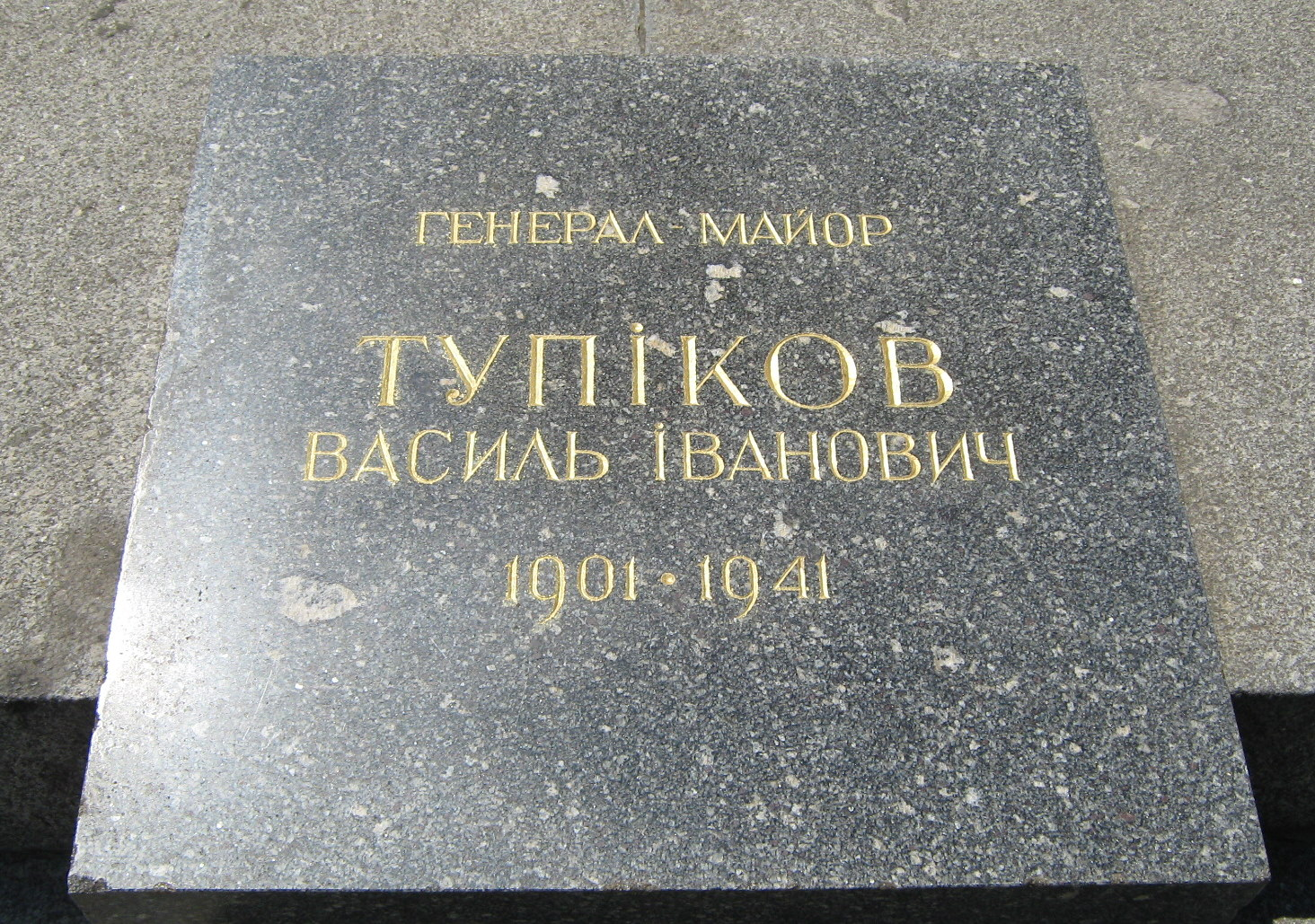
Могила Василя Тупікова

У ході війни начальник штабу Південно-Західного фронту (з липня 1941 року). Загинув у бою 20 вересня в районі міста Лохвиці Полтавської області. У грудні 1943-го перепохований у Києві на розі вулиць Чапаєва та Михайла Коцюбинського.

## Нагороди
- Орден Вітчизняної війни 1 ступеня (посмертно).

Під час створення парку Вічної Слави прах В. Тупікова у 1957 році було перенесено до пантеону біля Могили Невідомого Солдата.

## Вшанування пам'яті

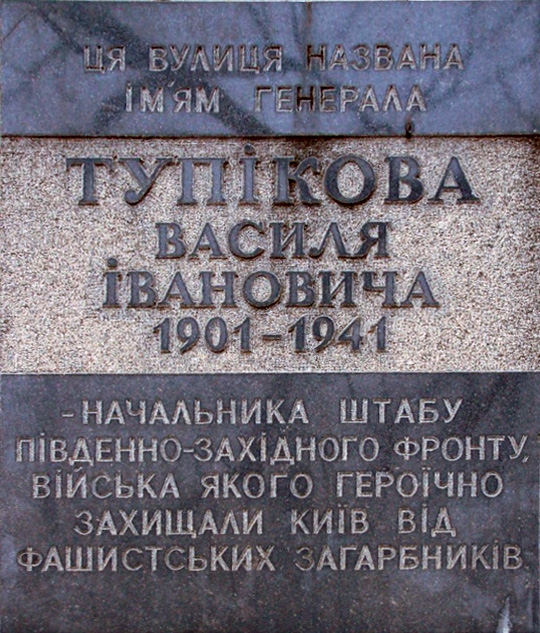
Анотаційна дошка на вулиці Тупікова

Нагороджений орденом Вітчизняної війни 1-го ступеня (посмертно). В Києві іменем Генерала названо вулицю на якій встановлено анотаційну дошку. Проте 2 березня 2023 року Київська міська рада ухвалила рішення яке змінює назву на честь полковника УНР Андрія Мельника
На честь генерал-майора Василя Тупікова названа вулиця в місті Лохвиці на Полтавщині. 
25 липня 2025 року, на виконання розпорядження Полтавської ОВА «Про демонтаж пам’ятників і пам’ятних знаків» за № 417 у Лохвицькій міській територіальній громаді, пам'ятну дошку радянському генералу Василю Тупікову з будинку по вулиці Сенчанській в м. Лохвиці —  демонтовано.